# Inside (film, 2011)
Pour les articles homonymes, voir Inside.
Pour plus de détails, voir Fiche technique et Distribution.
Inside (La cara oculta, littéralement « La face cachée ») en espagnol, est un film hispano-colombien réalisé par Andrés Baiz et sorti au cinéma en 2011.

## Synopsis
Adrián, un jeune et brillant chef d'orchestre espagnol, s'est installé dans une immense maison en Colombie depuis peu où il dirige le  philharmonique de Bogota. Mais Belén, sa fiancée avec qui il file le parfait amour, ne tarde pas à le quitter sans raison avant de demeurer totalement introuvable. Un soir, alors qu'il va se saouler dans un bar pour oublier son chagrin, le jeune homme fait la connaissance de la belle Fabiana. Une histoire démarre rapidement entre eux, et celle-ci vient s'installer dans la maison d'Adrián. Les enquêteurs commencent alors à s'intéresser à la disparition subite et inexpliquée de Belén, suspectant Adrián d'avoir commis le pire. Quant à elle, Fabiana est témoin de phénomènes étranges, se sent observée, et en vient à avoir peur de la demeure. Mais Belén n'est pas partie bien loin...

## Fiche technique
- Titre : Inside
- Titre original : La cara oculta
- Réalisation : Andrés Baiz
- Scénario : Andrés Baiz, Arturo Infante et Hatem Khraiche
- Musique : Federico Jusid
- Photographie : Josep M. Civit
- Montage : Roberto Otero
- Production : Andrés Calderón et Cristian Conti
- Société de production : Avalon, Cactus Flower, Dynamo et Fox International Productions
- Société de distribution : Haut et Court (France)
- Pays :  Colombie et  Espagne
- Genre : Drame, thriller
- Durée : 97 minutes
- Dates de sortie : 
  - Espagne : 16 septembre 2011
  - France : 4 juillet 2012

## Distribution
- Quim Gutiérrez : Adrián
- Martina García : Fabiana
- María Soledad Rodríguez : Mesera
- José Luis García : Novio Pelea
- Marcela Mar (en) : Veronica
- Humerto Dorado : Tito
- Julio Pachón : Buitrago
- Juan A. Baptista : Ramírez
- Marcela Bejumea : Forense
- Clara Lago : Belén
- Alexandra Stewart : Emma
- Mozad : Perro 'Hans'